# Game Center Arashi
Game Center Arashi (яп. ゲームセンターあらし Гэйму Сэнта Араси) — японская манга, автором которой является Мицуру Сугая. Выпускалась в журнале CoroCoro Comic с 1978 по 1984 год. Получила премию манги Сёгакукан в 1983 году как лучшее кодомо-произведение года. По мотивам манги студией Shin-Ei Animation был выпущен аниме-сериал, который транслировался по телеканалу Nippon Television с 5 апреля по 27 сентября 1982 года. Всего выпущено 26 серий аниме.

## Сюжет
Сюжет разворачивается вокруг Араси Исино, который может попадать в игровое измерение. Так он проходит разнообразные аркадные игры. Параллельно с ним участвуют ещё 2 игрока: Сатору Даймондзи и Исии, которые намереваются превзойти Араси по количеству очков. Его главным оружием является волчок, который вместе с рукой Араси при максимальной скорости начинает пылать огнём. Также Араси может входить в режим турбо, в результате чего его способности многократно увеличиваются. Это самый первый в истории аниме-сериал, где главным персонажем становится геймер, а сюжет концентрируется вокруг компьютерных игр и киберспорта.

## Роли озвучивали
- Сотоми Мадзима — Араси
- Эйко Ямада — Сатору
- Кэньити Огата — Иппэйта
- Акира Камия — Тофу
- Ацуко Минэ — мама Араси
- Гара Такасима — Эрика Ното
- Хидэкацу Сибата — король Энма
- Итиро Нагай — председатель Нандо
- Дзюнко Хори — Тонгараси
- Канэта Кимоцуки — Каманосукэ
- Кадзухико Иноуэ — Пондо
- Кадзуя Татэкабэ — Монстр
- Китон Ямада — оператор станции
- Кэйко Ёкодзава — Сумирэ Мацумото
- Масако Мацубара — Сумирэ Мацумото
- Масаси Амэномори — Босс
- Митио Хасама — отец Араси